# Mihály Csíkszentmihályi
  Mihály Csíkszentmihályi  (anglès: Mihaly Csikszentmihalyi) (pronunciació en : /[ˈmiha:j ˈt͡ʃi:ksɛntmiha:ji]/) (Rijeka, 29 de setembre de 1934 - Claremont, 20 d'octubre de 2021) fou professor de psicologia a la Universitat de Claremont (Califòrnia) i va ser cap del departament de psicologia a la Universitat de Chicago i del departament de sociologia i antropologia a la Universitat Lake Forest. Va destacar pel seu treball sobre la felicitat, la creativitat, el benestar subjectiu i la diversió, però és més famós per la seva creació de la idea de flux i per la feina que ha realitzat durant molt de temps sobre aquest tema. Va escriure nombrosos llibres i més de 120 articles o capítols. Martin Seligman, qui fos president de l'Associació Psicològica Nord-americana, va descriure a Csikszentmihalyi com el més important investigador del món en el tema de la psicologia positiva. És un dels psicòlegs més citats avui en dia en camps diversos de la psicologia i els negocis.

## Flow: The Psychology of Optimal Experience
Flow: The Psychology of Optimal Experience, és una de les seves obres més destacades. En ella, Csíkszentmihályi esbossa la seva teoria que quan les persones són més felices és quan es troben en un estat de flux —un estat de concentració o absorció completa en l'activitat que tenen entre mans i en la situació. És un estat en què les persones estan tan implicades en una activitat que no hi ha res més que sembli que importi. La idea de flux és idèntica al sentiment de trobar-se a la zona o d'estar en sintonia. L'estat de flux és un estat òptim de motivació intrínseca, en què la persona està totalment immergida en el que fa. Aquest és un sentiment caracteritzat per un sentiment de gran absorció, compromís, realització, satisfacció i habilitat —i durant el qual les inquietuds temporals (el temps, el menjar, el propi jo, etc.) habitualment s'ignoren.
En una entrevista per a la revista Wired, Csíkszentmihályi descrivia el flux com “estar completament implicat en una activitat per ella mateixa. L'ego desapareix. Els temps vola. Qualsevol acció, moviment i pensament se segueix inevitablement de l'anterior, com ara tocar jazz. Tot el teu ser hi està implicat i utilitzes les teves habilitats al màxim."
Csíkszentmihályi caracteritzava nou estats constitutius d'assolir el flux que inclouen “l'equilibri repte-habilitat, la fusió d'acció i consciència, la retroacció immediata i clara, la concentració en la tasca en qüestió, la paradoxa del control, la transformació del temps, la pèrdua de la timidesa i una experiència autotèlica.” Per tal d'assolir l'estat de flux, s'ha de trobar un equilibri entre el repte de la tasca i l'habilitat de l'executant. Si la tasca és massa fàcil o massa difícil, el flux no pot tenir lloc. Tant el nivell d'habilitat com el nivell de repte s'han de correspondre i han de ser alts; si l'habilitat i el repte són baixos i es corresponen aleshores l'apatia és el resultat.
Un estat que Csíkszentmihályi va investigar va ser el de la personalitat autotèlica. La personalitat autotèlica és aquella en què una persona executa actes perquè són intrínsecament gratificants, no perquè vol aconseguir objectius externs. Csíkszentmihályi descriu la personalitat autotèlica com un tret que posseeixen els individus que poden aprendre a gaudir situacions que moltes altres persones trobarien dissortades. Les investigacions han demostrat que els aspectes relacionats amb la personalitat autotèlica inclouen la curiositat, la persistència i la humilitat.